# Peltaea speciosa
Peltaea speciosa är en malvaväxtart som först beskrevs av Carl Sigismund Kunth, och fick sitt nu gällande namn av Paul Carpenter Standley. Peltaea speciosa ingår i släktet Peltaea och familjen malvaväxter. Inga underarter finns listade i Catalogue of Life.